# Hyphoporus pacistanus
Hyphoporus pacistanus är en skalbaggsart som beskrevs av Guignot 1959. Hyphoporus pacistanus ingår i släktet Hyphoporus och familjen dykare. Inga underarter finns listade i Catalogue of Life.